# Ballon (jouet)
Pour les articles homonymes, voir Ballon.

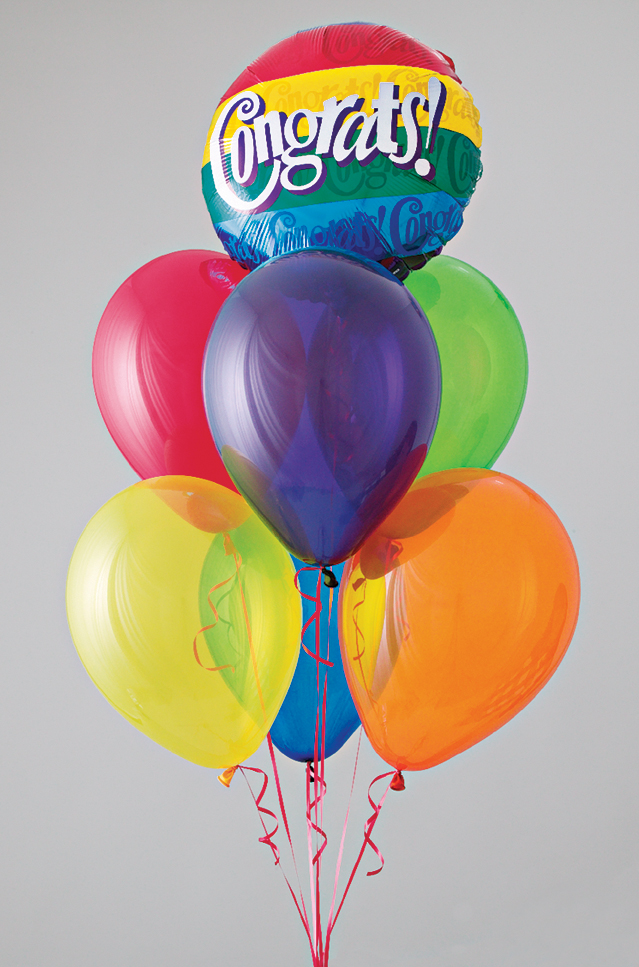
Des ballons de baudruche teintés (bas) et un ballon en nylon métallisé imprimé (haut).

Un ballon, ballon gonflable ou ballon de baudruche, parfois appelé « balloune » au Québec (dérivation de l'anglais « balloon »), est un contenant léger et étanche destiné à être rempli de gaz, en général de l'air et parfois de l'hélium afin qu'il vole. Aujourd'hui les ballons de baudruche sont considérés comme une source de pollution, principalement dans le cadre de la pratique des lâchers de ballons.

## Historique
Avant la découverte et l'usage du latex d'hévéa pour la fabrication de ballons, les hommes utilisent des organes d'animaux gonflés en guise de ballons, à l'image des vessies de porcs encore utilisées par les personnages de diable lors du Doudou, une ducasse se déroulant à Mons, en Belgique.
C'est le peintre Deschamp de Neufchâteau qui imagine utiliser la baudruche pour fabriquer de petits ballons. À l'occasion du vol de l'aérostat de Jacques Charles le 26 août 1783 au jardin des Tuileries, à Paris, un certain M. de Beaumanoir fit voler de petits ballons de sa fabrication en septembre de la même année dans le jardin de l'hôtel de Surgères, lançant ainsi la mode du ballon de baudruche chez les bourgeois parisiens.
Le ballon dit « de baudruche » moderne est relancé par le scientifique Michael Faraday en 1824, historiquement pour lui permettre d'emprisonner de l'hydrogène obtenu par électrolyse.
Dans les années suivantes, Thomas Hancock commence à fabriquer et commercialiser le ballon, mais sa production de masse n'intervient que dans les années 1930.

## Étymologie
Le mot ballon est issu du mot italien « pallone ».

## Types de ballons

### Ballon «de baudruche»
Le ballon de baudruche traditionnel est un élastomère fabriqué à partir de latex naturel issu de l'hévéa. Il se distingue par son élasticité, la présence d'un bourrelet de la même matière en son embouchure (appelée col), et une couleur généralement vive et brillante qui se matifie avec le temps, le latex naturel étant sensible aux rayons ultraviolets. (un traitement post-gonflage permet d'en atténuer fortement les effets). Enfin, il dégage l'odeur caractéristique du caoutchouc naturel.
Généralement ovoïde, il existe en de nombreuses formes : allongé pour le ballon à sculpter ou sphérique mais aussi en lapin, chenille, fleur... ; différentes tailles existent, avec un diamètre exprimé en pouces ou pieds pour les plus gros modèles.
Il s'obtient après la vulcanisation à 70 °C d'un mélange composé de latex naturel, d'un agent vulcanisant (soufre), d'un agent texturant et de pigments, déposé sur un moule après trempage. Après avoir été nettoyé, il est talqué pour éviter qu'il ne colle sur lui-même.
Même si sa biodégradabilité est certaine,,, le temps de biodégradabilité (90 % sous deux ans) est trop long pour qu'il soit jeté dans la poubelle des déchets compostables.
Cependant il est parfaitement compostable dans un jardin personnel ,

### Ballon en chloroprène
Fabriqués en latex de synthèse, les ballons en chloroprène existent en gros diamètre uniquement et sont souvent utilisés comme signalétique extérieure en les gonflant à l'hélium.

### Ballon en nylon métallisé (foil/mylar)
Ces ballons sont constitués de deux couches  Mylar thermocollées à la forme parfois imprimés. Contrairement aux ballons en latex, ces derniers sont imputrescibles, et entrent dans la catégorie des plastomères. Les ballons métallisés sont faits de nylon recouvert d'une couche d'aluminium.
Ces ballons sont souvent remplis d’hélium et sont caractéristiques des vendeurs ambulants lors des fêtes foraines et animations de rue.
Suivant la taille et la qualité du ballon, ils peuvent flotter plusieurs semaines. De plus, les gros modèles disposent généralement d'une valve automatique, permettant de regonfler le ballon ou de le dégonfler à l'aide d'un tube.

### Ballon en nylon transparent («bubble»)
Tout comme le ballon en Mylar, ce type de ballon est constitué de plastomères thermocollés. souvent imprimé sur du transparent, sa grande résistance permet de le surgonfler et de le maintenir en état de flottabilité (avec de l'hélium) pendant plusieurs mois. Ils sont imputrescibles et résistent aux rayons ultraviolets.

## Usages
Les usages du ballons sont nombreux : jeux, décorations, performances artistiques, activités manuelles, scientifiques, musicales… Il fait aussi l'objet d'une forme de fétichisme sexuel dont les adeptes sont appelés « looners ».

### Jeu, jouet
Il n'est pas recommandé de laisser les enfants de moins de 36 mois jouer avec un ballon sans surveillance et, en Europe, les ballons vendus doivent respecter les directives 88/378/CEE du 3 mai 1988 et 2009/48/CE du 18 juin 2009, qui s'appliquent « à tout produit conçu ou manifestement destiné à être utilisé à des fins de jeux par des enfants ».
Le ballon est un élément constitutif de nombreux jeux, formalisés (ex. : stand de tir forain) ou improvisés. Il existe, depuis 2021, une Coupe du monde de ballons de baudruche

### Sculpture de ballons

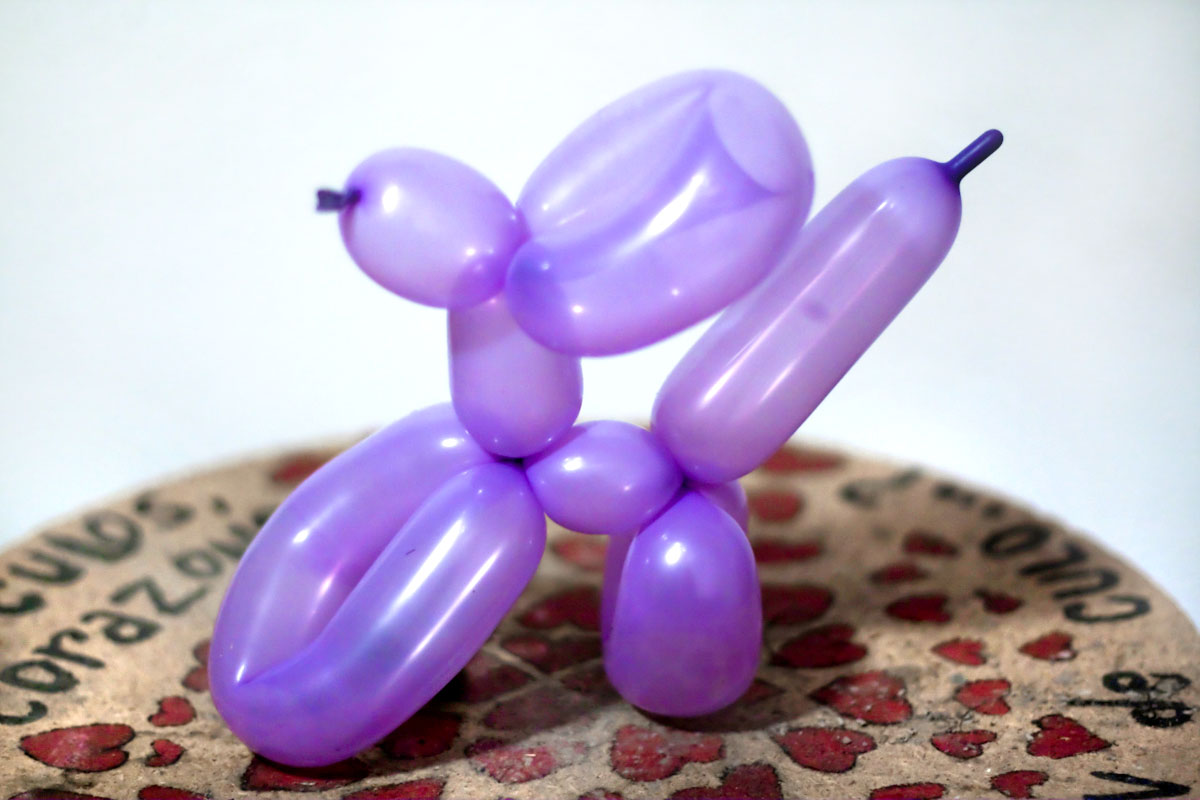
Un ballon « sculpté » en forme de chien.

Parmi les formes courantes du ballon en latex traditionnel, les ballons à sculpter (ou ballons à modeler) permettent aux magiciens, clowns et autres artistes spécialisés de réaliser des formes diverses. L'artiste Jeff Koons a par ailleurs détourné (et fait sa renommée de) la sculpture la plus classique du ballon à sculpter : le petit chien.

### Décoration

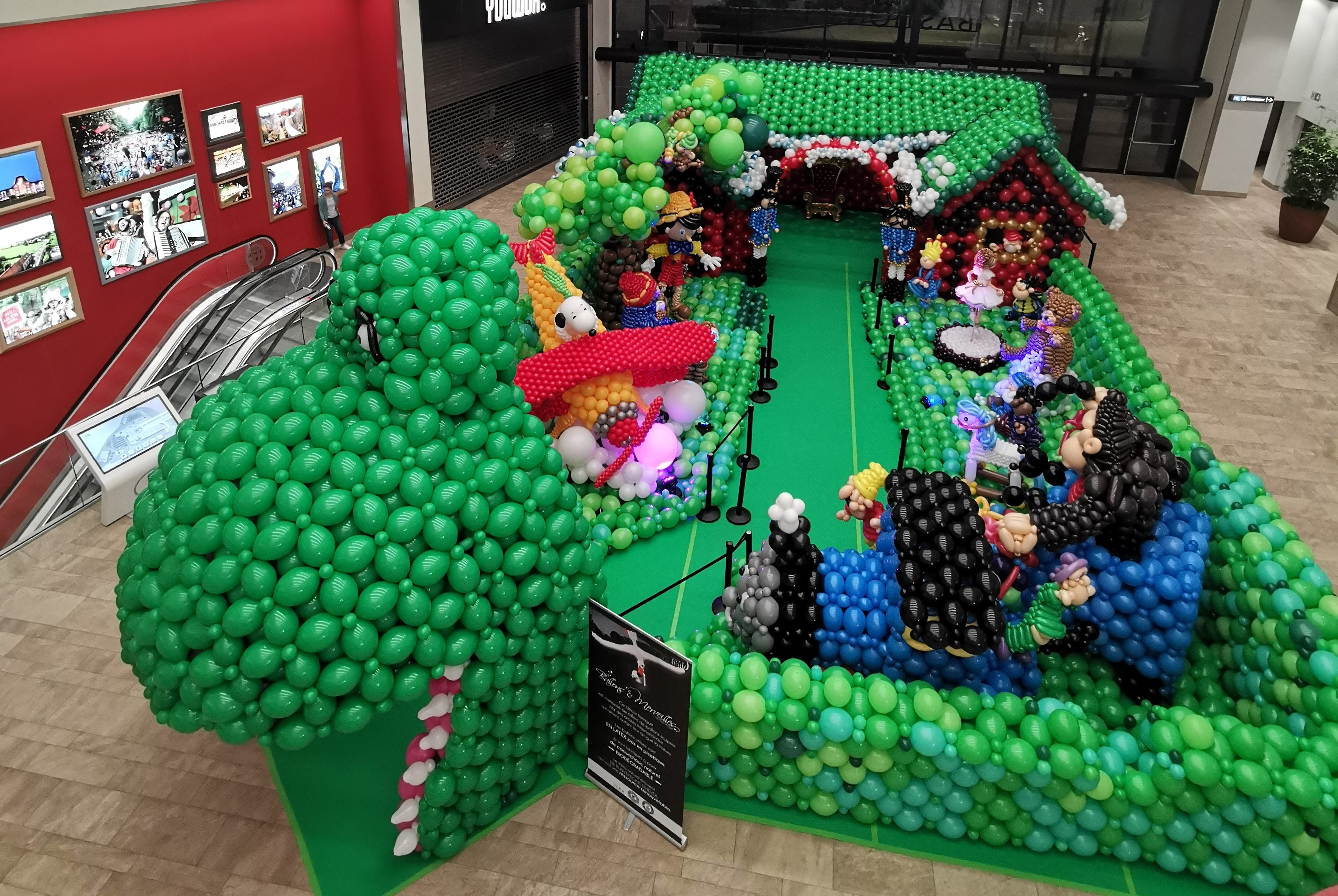
Diorama géant réalisé en ballons.

La décoration éphémère d'un lieu à l'aide de ballons gonflés à l'air ou à l'hélium est fréquente dans le cadre d'occasions festives diverses : mariage, anniversaire, baptême, mais également lors d'événements commerciaux ou comme signalétique extérieur. Elle présente l'avantage d’être facile à démonter et à compacter en fin d'événement, tout en ayant occupé un large volume.

### Performances artistiques
Les performances artistiques à base de ballons peuvent prendre différentes formes allant de la création de sculptures complexe à des univers entiers type labyrinthe, mais aussi des performances scéniques, photographiques, musicales...

### Activités manuelles
Les ballons sont couramment utilisés pour diverses activités manuelles, dans lesquelles ils sont tendus, coupés, tressés ou encore remplis de sable ou de farine.
Une fois gonflé, le ballon peut également servir de moule perdu et être recouvert de divers matériaux et éléments (chocolat, papiers/ficelles collés...) avant d’être dégonflé.

### Activités scientifiques
Dans le cadre des activités scientifiques, il est possible d'utiliser un ballon pour récupérer un gaz résultant d'une expérience, à l'image de Faraday, mais il peut également servir à d'autres applications et démonstrations : électricité statique, pression, élasticité, etc..

### Activités musicales
Outre le bruit strident résultant de son dégonflage lorsqu'on étire le col, on peut également utiliser un ballon tendu sur un fût à la façon d'une peau de batterie, rempli de riz et gonflé pour faire des maracas, etc. L'artiste Addi Somekh (en) se produit régulièrement dans The Unpopable, groupe de jazz comportant une « balloon bass », instrument créé en 1992 par Sean Rooney.

### Actions publicitaires et politiques
Quand il est imprimé, le ballon peut servir de support visuel et publicitaire. Quand il n'est pas gonflé à l'hélium, il était jusqu'à récemment accompagné d'une tige plastique, désormais remplacée par du carton.
À ce titre, il est souvent associé à des marques commerciales (restauration rapide, Jouets...) ciblant particulièrement les enfants.
Cette forme de signalétique fait également partie des classiques des manifestations syndicales, comme point de repère d'un syndicat dans le cortège.
Il est parfois utilisé lors de conflits armés, de manière à franchir les lignes à moindre coût, soit pour diffuser de la propagande écrite, soit pour transporter des bombes incendiaires.

## Médecine
La médecine utilise les ballons de diverses manières. Une utilisation courante consiste à administrer du protoxyde d'azote, également connu sous le nom de gaz hilarant, qui est inhalé en déchargeant des cartouches de gaz nitreux dans un ballon. Les ballons médicaux sont également utilisés dans diverses procédures telles que les cathéters laser, la thérapie photoactivée, les cathéters d'administration de médicaments et les procédures de ballon gastrique,,. Dans les cathéters laser et la thérapie photoactivée, le laser est monté à l'intérieur du ballon et émet de la lumière à travers les parois du ballon. Les cathéters d'administration de médicaments utilisent des ballons pour dilater et attacher le ballon à la lésion, et le médicament est administré via le cathéter jusqu'à la zone malade. Les procédures de ballon gastrique utilisent un ballon doux, lisse et durable en caoutchouc de silicone pour réduire la capacité de l'estomac et aider les patients à se sentir rassasiés avec moins de nourriture.

## Types de gonflage
Suivant les usages, les ballons peuvent être gonflés à l'aide de différents gaz ou de liquides.

### Air
Le gonflage à l'air ambiant ne nécessite aucune ressource particulière. Néanmoins, pour gonfler les ballons à l'aide de celui-ci, les professionnels recommandent l'usage d'une machine, qu'elle soit électrique ou manuelle de type pompe. Bien que souvent pratiqué, le gonflage à la bouche est déconseillé.

### Hélium
Les ballons gonflés à l’hélium se dégonflent plus rapidement que ceux gonflés à l'air car les molécules d'hélium sont plus petites que les molécules d'air et s'échappent donc plus facilement des ballons.
Pour les gonfler, on utilise un mélange de gaz contenant majoritairement de l'hélium, mélange le rendant impropre aux applications médicales ou scientifiques, (tout comme aux fins récréatives pour changer son timbre de voix).
La durée de flottabilité dépend d'une part de sa taille (plus un ballons sera gros, plus il flottera longtemps) et d'un éventuel traitement avant gonflage pour les ballons latex. Un tableau récapitulatif de la durée de vie et du poids soulevé d'un ballon à l'hélium est disponible pour chaque marque de ballons.
Il ne convient pas pour les lâchers de ballons, du fait de leur impact écologique. Une campagne internationale vise à bannir cette pratique : en Europe, elle est menée par l'EBPC.

### Autres gaz
Certains gaz sont a proscrire, en particulier l'hydrogène, hautement inflammable, ou le protoxyde d'azote, parfois utilisé comme drogue récréative.

### Eau
Les ballons sont parfois remplis d'eau, à des fins récréatives comme pour réaliser une bombe à eau, ou spectaculaires.

## Éclatement
La manière dont un ballon éclate a été étudiée par une équipe du CNRS car, l'explosion d'un ballon étant simple à filmer au ralenti, la fragmentation des ballons permet de comprendre les processus de fragmentation d'autres matériaux. Ainsi, si un ballon en latex gonflé éclate au contact d'une aiguille, il éclate en deux morceaux car la surface n'étant que « modérément tendue », une seule fissure va se propager à sa surface. En revanche, si un ballon éclate parce qu'il est surgonflé, il va éclater en une multitude de morceaux : si une fissure s'y propage, elle atteint une vitesse limite et se divise en deux nouvelles fissures.
Un ballon rempli d'hélium éclate toujours lors de son ascension dans l'atmosphère car plus l'altitude est élevée, moins l'air est dense : l'hélium a alors tendance à prendre du volume, ce qui provoque l'éclatement du ballon en une multitude de fragments.

## Pollution par les ballons latex lors des lâchers
Ces dernières années, une pratique pourtant courante liée aux ballons en latex est particulièrement pointée du doigt: les lâcher de ballons.
Cette pratique, visant à marquer le climax d'un évènement diurne en extérieur, provoque une pollution visible et éparse, et représente un danger réel pour la faune, la confusion avec un aliment étant avérée (comme pour les plastiques).
De plus, la grande résistance et élasticité du caoutchouc rend comparativement nettement plus dangereux pour la faune un bout de ballon comparé à un bout d'emballage plastique.
Les ballons en latex peu onéreux contiennent des substances nocives telles que des phtalates. Ces produits sont utilisés pour économiser sur la matière de fabrication principale.[réf. nécessaire]
Des centaines de milliers de ces ballons peu onéreux finissent perdus dans l'environnement où ils deviennent des déchets polluants. Ils sont souvent retrouvés en mer ou sur les littoraux où ils peuvent être ingérés par des poissons, tortues, oiseaux...
Des enquêtes menées aux Pays-Bas ont montré une diminution des lâchers traditionnels de ballons orange le jour du Roi, et des comptages annuels de déchets marins faits sur le littoral par la Fondation de la mer du Nord à la demande du Rijkswaterstaat (RWS, ministère néerlandais des transports et l'environnement) ont montré que la quantité de ballons retrouvée diminue graduellement. En 2004-2012, le nombre de ballons retrouvés comme déchets sur les plages a fortement augmenté, avant de significativement diminuer jusqu'à 2016, ce qui semble montrer une certaine efficacité des efforts de sensibilisation et réglementation,.
Enfin, depuis 2016, l'EBPC (european balloons and party council) a initié une campagne de sensibilisation auprès de ses membres (les fabricants et distributeurs de ballons à travers l'europe) visant à bannir la pratique des lâchers 
La problématique des lâchers de ballons provient aussi du fait que, souvent, la ficelle n'est pas biodégradable. En retombant sur le sol ou en mer, celle-ci reste accrochée au bout du ballon. C'est cette ficelle qui présente le plus grand danger lors de l'ingestion. Il existe des ficelles hautement biodégradables en papier et celles-ci sont donc à privilégier.

## Gonflage de ballons et bienfaits pour la santé
Souffler un ballon par la bouche est bon pour la santé car cela exerce les muscles intercostaux, qui dilatent et soulèvent les côtes et le diaphragme, améliorant ainsi la fonction pulmonaire et la saturation en oxygène,. Cet exercice peut améliorer la posture, la stabilité et les habitudes respiratoires, et contribue à augmenter la capacité pulmonaire, ce qui le rend utile dans des conditions telles que la fibrose pulmonaire, la BPCO ou l'asthme. De plus, le fait de gonfler un ballon favorise une respiration profonde, ce qui peut réduire le stress et l’anxiété, améliorer la santé cardiovasculaire et augmenter la capacité pulmonaire. De plus, le gonflage du ballon s'oppose au diaphragme pour une respiration efficace et contribue à augmenter la pression intra-abdominale, ce qui en fait un exercice utile pour la rééducation et la fonction respiratoire.

## Culture populaire

### Art contemporain
- Balloon Dog (1994) et Bouquet of Tulips (2019) de l'artiste américain Jeff Koons, versions démesurées de sculptures en ballons, sont devenues des icônes de l'art contemporain.
- La Petite Fille au ballon (Girl with Balloon, 2002) par Banksy est une œuvre d'abord connue sous forme de peinture murale urbaine, qui représente une petite fille laissant échapper ou voulant saisir un ballon en forme de cœur. Après avoir été recréée sur toile et mise en vente, elle s'est autodétruite à l'issue des enchères et a depuis été revendue pour plus de 21 millions d'euros[44].

### Cinéma et télévision
- Le Dictateur, film de, par et avec Charlie Chaplin, sorti en 1940 : le dictateur, Adenoïd Hynkel, joue avec un ballon représentant un globe terrestre lors d'une scène devenue mondialement célèbre ;
- Le Ballon rouge, moyen métrage réalisé par Albert Lamorisse, sorti en 1956 : un enfant parvient à s'échapper du monde réel grâce à un ballon rouge qui l'emporte dans les airs ;
- Le Prisonnier, série télévisée de George Markstein et Patrick McGoohan, 1967-1968 : l'île est surveillée, entre autres, par un « Ballon gardien » dit « le Rôdeur » ;
- Là-haut, film des studios Pixar sorti en 2009 : la maison du protagoniste, Carl Fredricksen, s'envole à l'aide de ballons gonflés d'hélium ;
- Motherland: Fort Salem, série télévisée diffusée depuis 2020 : la scène d'ouverture de la série comporte un ballon, point de départ de l'intrigue.

### Littérature
- Ça, créature maléfique imaginée par Stephen King pour son roman homonyme de 1986, prend l'apparence d'un clown et attire les enfants à l'aide de ballons afin de les tuer.

### Musique
Un ou plusieurs ballons constituent le thème central de plusieurs chansons célèbres :
- Le Marchand de ballons, chanson de Gilbert Bécaud sortie en 1955[45] ;
- Les Ballons rouges, chanson par Serge Lama sortie en 1965 ;
- Les Ballons, chanson par Richard Anthony sortie en 1968 ;
- 99 Luftballons, chanson en allemand par Nena, sortie en 1983 pendant la guerre froide et succès international des années 1980, décrit comment « 99 ballons dérivant dans le ciel » peuvent déclencher une guerre ;
- Ballon rond, chanson de Henri Dès sortie en 2002 ;
- La Magie des ballons (Nowhere to Go But Up), chanson issue du Retour de Mary Poppins, comédie musicale sortie en 2018 et réalisée par Rob Marshall.